# ギヨーム1世・ド・シャンリット
ギヨーム1世・ド・シャンリット（フランス語: Guillaume de Champlitte、1160年代 - 1209年）は、第4回十字軍に参加したフランス人騎士である。十字軍の後にギリシャ半島に領地を獲得して、初代アカイア公（在位1205年 - 1209年）に就いたことで知られる。

## 若年期と第4回十字軍
ギヨームはディジョン副伯ウード1世・ド・シャンリット（シャンパーニュ伯ユーグの息子）と妻シビーユの次男として1160年代に生まれた。彼はムルソー出身のアリックスという名の女性と結婚した。ギヨームは妻アリックスの同意のうえで、亡き弟ユーグの冥福を祈るために1196年にオブリーヴの大修道院に対して寄進を行ったという。ギヨームはのちにエリザベート・ド・モン＝サン＝ジャンとも結婚したが、1199年に離婚した。
1200年9月、ギヨームは兄ウード2世・ド・シャンリットと共にシトー大修道院にて第4回十字軍の遠征軍に参加した。ギヨームは1203年4月にフランドル伯ボードゥアン4世・シャルトル＝ブロワ伯ルイ1世らがローマ教皇インノケンティウス3世に対して送付した書状に指揮官として名を連ねている（第4回十字軍がクロアチアの都市ザラを包囲占領したことに激怒したインノケンティウス3世は、遠征軍全体に破門宣告を告知していた）。ギヨームを含む指揮官たちは教皇に対してこの手紙を送り、遠征軍総司令官モンフェッラート候ボニファーチョ1世への懲罰を取りやめるよう懇願し、この軍事遠征の大義を保とうと試みた。
そして1204年4月13日、ギヨームらの率いる十字軍は東ローマ帝国の帝都コンスタンティノープルを占領した。十字軍戦士たちはフランドル伯ボードゥアン4世を皇帝に推戴し、ボードゥアンは同年5月16日に盛大な戴冠式を挙行してラテン皇帝の座に就いた。ギヨームは新皇帝のもとには残らず、ボードゥアン皇帝の権威の下でテッサロニキ王に即位したボニファーチョと行動を共にした。コンスタンティノープル占領後、十字軍戦士の間で取り決められた東ローマ帝国領土の分割条約(en:Partitio Romaniae)によると、遠征に協力したヴェネツィア共和国はペロポネソス半島のすべての地域とその他の地域を領する称号を獲得したという。

## アカイア公国の創設
1205年前半、ギヨームの旧知のフランス人騎士ジョフロワ1世・ド・ヴィルアルドゥアンがテッサロニキ王ボニファーチョのナフプリオの野営地を訪ねた。ジョフロワは既にメッシニアの一部地域を占領しており、ボニファーチョ王に対して、ギリシャ征服に際して北ペロポネソス半島で抵抗が成されたとしても、その他の半島地域の征服は容易なものになると説得を試みたという。またジョフロワは征服後に領地をギヨームと折半することを進めたという。ジョフロワからの提案を受けたボニファーチョ王は、ギヨームをペロポネソス半島の領主に任命した。その後ジョフロワはギヨームに臣従したのち、ギヨームとジョフロワはボニファーチョ王から派遣された100人の騎士と自身の従者たちと共に、残された半島の諸地域の征服を開始した。
ナフプリオを発ったギヨームとジョフロワは、コリントスに向けて北進したのち湾に沿ってパトラに向けて進軍した。そしてパトラの町と要塞を獲得した。彼らは沿岸部に沿ってアンドラヴィダまで進み、その地で彼らは地元領主や民衆と相対した。地元の司教はこの面会の際に十字架とイコンを掲げたという。地元のギリシャ人はギヨームを新たな領主として歓迎し敬意を表したという。アンドラヴィダのあっけない陥落は中世エリス地域が如何にたやすく征服できる地域であったのかをも示している。ギヨームは征服の際にギヨームに対して抵抗しなかった地域に対しては、地元ギリシャ人の土地の保有権や文化、その他特権を認めたという。

中世のペロポネソス半島

ギヨームらが初めて遭遇した抵抗はアルカディア地方の征服の際に発生した。彼らはこの地域を征服する準備がこの時はまだ整っていなかったのである。ギヨーム・ジョフロワの率いる十字軍はメソニまで進軍を続けたが、ニクリ・en:Veligosti・スパルタ地域の現地民やタイゲトス山脈を勢力とするスラブ系Melingoi族やマニ半島を勢力とする山岳民族の連合軍による抵抗に遭遇したのである。これらの軍勢はミカエルと呼ばれる人物が率いていたとされる。このミカエルという指導者は現在の多くの歴史家たちによってミカエル1世コムネノス・ドゥーカスというエピルス地方を領有していた貴族ではないかと比定されている。現地軍の抵抗を察知したギヨームはメソニをすぐさま要塞化してミカエル率いる現地軍を迎え撃つ体制を整えた。その後1205年夏、アカイア地方の命運をかける両者の戦いはクンドゥラスのオリーブ畑で行われた。重武装で規律が整っていたギヨーム率いる十字軍は数的に不利であったにもかかわらず、大軍であった現地抵抗軍を打ち破った。ミカエルは戦場から逃亡し、戦後短期間のうちにコロン・カラマタ・Kyparissiaを制圧した。

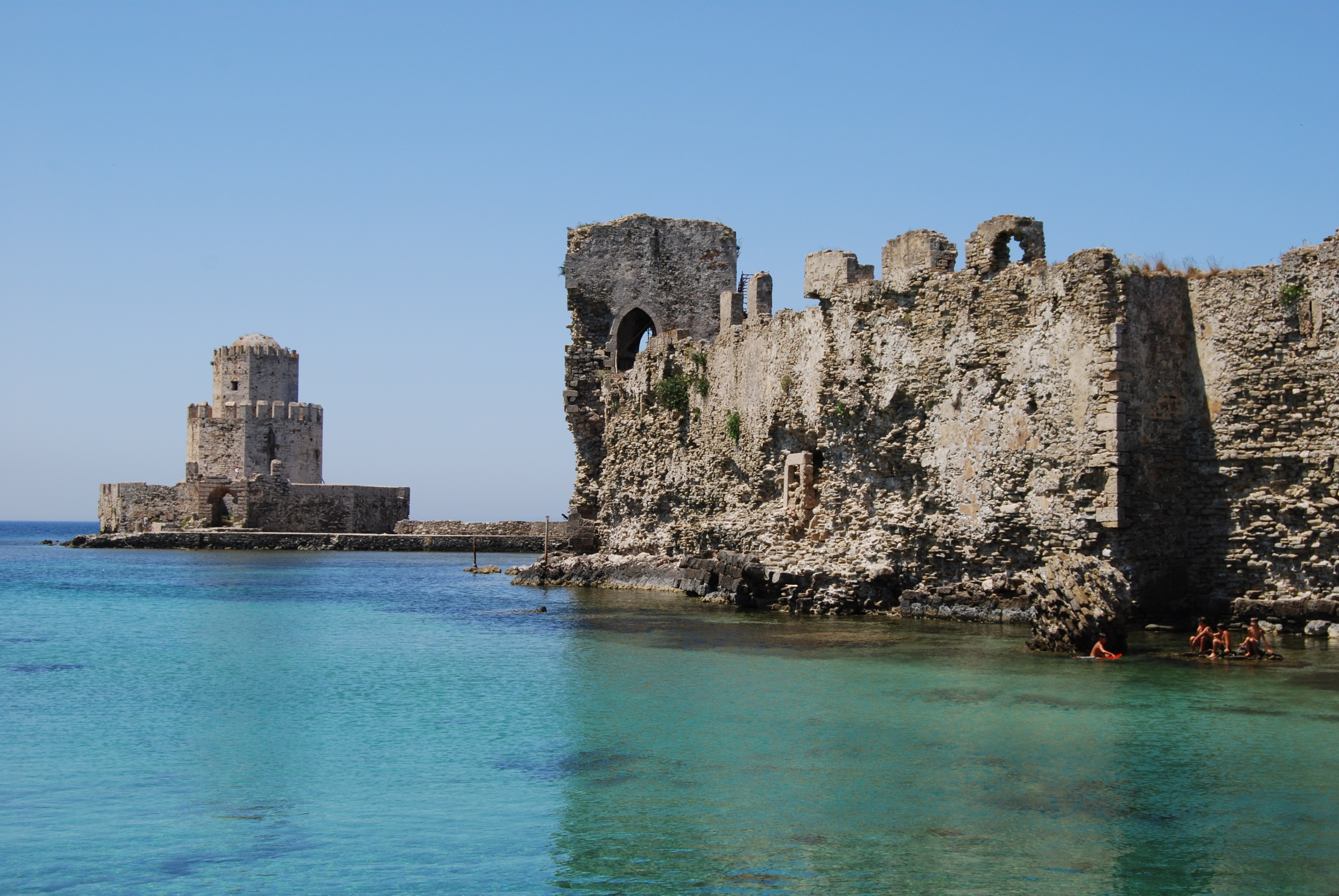
メソニの砦

ミカエル軍の撃破後もペロポネソス半島は完全に支配下に置かれたわけではなかったが、1205年秋までにギヨームは「アカイア公」の称号を名乗り始めた。アカイアの名称は十字軍が最初に征服した半島北部のアカイア地域から派生した名称であったが、公位としてのアカイアは半島全体を指していた。1205年11月19日、ローマ教皇インノケンティウス3世は初代コンスタンティノープル総主教トーマス・モロジーニに対する書状の中で、ギヨームをprinceps totius Achaiae provinciae（全アカイア地域の公）と言及している。
着実にペロポネソス半島の支配体制を固めつつあったアカイア公国に対して、イタリアーコンスタンティノープル間に位置するギリシャ地域における要港の統治権を欲していたヴェネツィア共和国は、1204年に締結された先述の東ローマ領分割条約で承認されていた自身の権利を認めるようアカイア公国側に要求した。そして1206年前半にはアミドンとコロンの両都市を征服しフランク人守備兵を追放したという。
1208年、ギヨームは兄のルイがブルゴーニュで亡くなったとの知らせを聞き、一族の領地の領有権を求めるためにフランスへの帰国を決意した。彼はジョフロワを自身の代理統治者としてアカイア公国に残してフランスに帰国した。ジョフロワはギヨームの甥ユーグが公国に馳せ参じるまでの間、公国の統治を任せられたのであった。ギヨームはアカイアを発ってフランスに向けて帰国の途についたものの、途中のプーリャで亡くなった。

## 文献
- Andrea, Alfred J. (2000). Contemporary Sources for the Fourth Crusade. Brill. ISBN 90-04-11740-7.
- Bouchard, Constance Brittain (1987). Sword, Miter, and Cloister: Nobility and the Church in Burgundy, 980-1198. Cornell University Press. ISBN 0-8014-1974-3.
- Evergates, Theodore (2007). The Aristocracy in the County of Champagne, 1100-1300. University of Pennsylvania Press. ISBN 978-0-8122-4019-1.
- Joinville, Jean de; Villehardouin, Geoffroi de; Shaw, Margaret R. B. (1963). Chronicles of the Crusades. Penguin Books. ISBN 0-14-044124-7.
- Setton, Kenneth M. (1976). The Papacy and the Levant (1204–1571), Volume I: The Thirteenth and Fourteenth Centuries. Philadelphia: The American Philosophical Society. ISBN 0-87169-114-0

## 関連文献
- Finley Jr, John H. "Corinth in the Middle Ages." Speculum, Vol. 7, No. 4. (Oct., 1932), pp. 477–499.
- Tozer, H. F. "The Franks in the Peloponnese." The Journal of Hellenic Studies, Vol. 4. (1883), pp. 165–236.